# Acueducto de los Milagros
El acueducto de los Milagros es una construcción de ingeniería civil para el transporte de agua para abastecer a la ciudad romana de Emérita Augusta, actual ciudad de Mérida en Extremadura en España. Emérita Augusta fue la capital de la provincia Lusitania en el Imperio Romano en el siglo I, perdurando su uso durante varios siglos.
En 1912 fue declarado Monumento nacional,
por lo que es Bien de Interés Cultural con categoría de Monumento.
Forma parte del conjunto arqueológico de Mérida, declarado Patrimonio de la Humanidad por la Unesco en 1993.

## Datación
Por mucho tiempo se ha establecido una relación entre este acueducto y el embalse de Proserpina, situado a cinco kilómetros de la localidad y coincidente en la ruta del mismo. Estudios posteriores han descubierto tramos del acueducto que aumentan considerablemente su longitud y lo sitúan por encima de Proserpina, a la vez que se han descubierto pruebas de la construcción del embalse que no coinciden en época romana. La parte más vistosa y conocida de la infraestructura, las arquerías que ya se sitúan cercanas a la ciudad, tienen como característica constructiva la utilización de ladrillo de barro cocido; se ha datado por termoluminiscencia uno de los ladrillos en el año 290 en época de Diocleciano, y se cree fue reconstruida en ese momento supliendo a un sistema de sifón ya entonces desaparecido.
El posible origen se dataría aproximadamente durante la época de la dinastía Julio-Claudia o la de la familia de los Flavios. La ciudad romana contaría con tres acueductos anteriores que proporcionaban agua a la población. Sin embargo, diferentes estudios no han conseguido aclarar la fecha de la obra o las etapas de construcción de esta.
Un estudio polémico de la Universidad Autónoma de Madrid dado a conocer por el periódico El País, pone en duda esta fecha y la adelanta al siglo IV o siglo V, lo que lo convertiría en visigodo, y con influencia en su construcción del Imperio bizantino. Este estudio ha sido rechazado entre otros por el propio alcalde de la ciudad de Mérida, Antonio Rodríguez Osuna.

## Características arquitectónicas
Dicho acueducto tenía como función principal suministrar agua al lado oeste de la ciudad. El punto de captación de agua o caput aquae se situaba en el embalse de Proserpina, desde donde nacía una conducción por cañería que serpenteaba a lo largo de 10 u 11 kilómetros.
La conducción discurre sinuosa bajo el suelo siguiendo la curva de nivel con una ligera pendiente. Es en su mayor parte una galería subterránea excavada en roca viva, salvo en los pasos sobre algunos arroyos que se salvan con pequeñas arquerías en alzado. En la parte final de la conducción es donde se sitúa la arquería más famosa, cuando se salva el río Albarregas, para lo cual se tuvo que construir una serie de pilares -arcuationes- que constituyen la parte más vistosa. El acueducto finalizaba al entrar en la ciudad por el punto más alto del cerro del Calvario, donde apareció intramuros, un ninfeo como final monumental (tradicionalmente denominado castellum aquae, aunque este debió situarse en las proximidades).
Este último tramo de arcos superpuestos se alarga 830 metros, con una altura de 25 metros en la parte más profunda del valle del río Albarregas. La estructura de dicho tramo es característica de Mérida. Se compone de robustos pilares, en los que alternan cinco hiladas de sillares de granito con cinco hiladas de ladrillo, otorgando así una peculiar elegancia con la mezcla de los dos colores, el del granito y el rojo intenso del ladrillo. Arcos a diferentes alturas van enlazando los pilares, cuyo núcleo es de opus caementicium. Los arcos de enlace son de ladrillo, salvo el que salva el cauce del río, que tiene las dovelas de granito muy bien trabajadas. Son todavía 73 los pilares que han permanecido más o menos deteriorados.
Popularmente se dice que su nombre, acueducto de los Milagros, se debe al asombro general de haber resistido tantos siglos como si fuera un milagro divino.
En la inmediata vecindad, un pequeño puente llamado puente romano de Albarregas transcurre paralelo a los arcos del acueducto.